# Enrique Iniesta Coullaut-Valera
Enrique Iniesta Coullaut-Valera Sch. P. (Madrid, 9 de marzo de 1930-Pamplona, 31 de julio de 2010) fue un escritor, historiador y sacerdote de la Orden de los Padres Escolapios, nieto del escultor Lorenzo Coullaut-Valera e hijo del famoso violinista Enrique Iniesta.

## Biografía
Nace en Madrid en marzo de 1930 y fallece en Pamplona el 31 de julio de 2010. Hijo del violinista con mismo nombre Enrique Iniesta, del que se inspira para aprender a tocar el piano, se cría en la localidad sevillana de Marchena. 
Fue biógrafo y principal investigador de la obra y vida del ideólogo político Blas Infante. Defensor de la promoción de la cultura andaluza y recurrente articulista en diferentes diarios como ABC de Sevilla, El País, La Razón, El Diario de Andalucía, El correo de Andalucía, Revista pastoral juvenil y Andalucía Libre. 
A pesar de ser madrileño, se crio en Andalucía, y desarrolló un gran amor por la cultura andaluza que le llevó a estudiar esta área por medio de diferentes personalidades defensoras del pensamiento, la más destacada Blas Infante.
Promovido como educador en diferentes aulas entre Sevilla y Granada, y escribió varias voces en la Gran Enciclopedia de Andalucía aparte de haber escrito más de 30 libros divulgativos.

## Obra
- La más alta aventura. Salamanca, Sígueme 1963
- Un abrigo y un vaso de vodka. Salamanca, Sígueme 1964
- Un soñador y una roca (teatro de igual intención)
- Sin un gesto. Madrid 1960
- 36 folletos de la «Colección Altamar» de PPC.
- Entre sus artículos, Infante, Blas, en la Gran Enciclopedia de Andalucía.
- "Calasanz en el conflicto histórico-español del 1583-1591", Analecta Calasanctiana, 51 (1984) 13-31.
- "Calasanz: lo nunca dicho", Informe Andalucía, 163 (1989).
- "Orden de las Escuelas Pías (PP.Escolapios)", La familia calasancia. Anuario de la Orden 1990, Publicaciones ICCE, Madrid, 1990, p. 16-31
- "Ideario de dirección espiritual de S. José de Calasanz", Revista Calasancia, 12 (1957) 627-648.
- La escuela del sol. Calasanz para ahora mismo, Madrid, 1998
- La más alta aventura, Sígueme, Salamanca, 1963
- "L’Ordine delle Scuole Pie (PP. Scolopi)" (Italiano), La familia calasancia. Anuario de la Orden 1990, ICCE, Madrid, 1990, p. 16-31
- Sacerdotes para ti, Altamar, Madrid, 1959
- Sacerdotes para ti, Madrid, 1960
- Sacerdotes para ti, Madrid, 1962
- Paula Montal (y cómplices), Ed. Comares, Granada, 2001
- Los inéditos de Blas Infante, Ed. Fundación Blas Infante, Sevilla, 1989
- La Estrella. ¿Dios? La pregunta, Ed. Comares, Granada, 2001